# Toshiba Classic 1997
Toshiba Classic 1997 — жіночий тенісний турнір, що проходив на відкритих кортах з твердим покриттям La Costa Resort and Spa в Сан-Дієго (США). Належав до турнірів 2-ї категорії в рамках Туру WTA 1997. Відбувсь удев'ятнадцяте і тривав з 28 липня до 3 серпня 1997 року. Перша сіяна Мартіна Хінгіс здобула титул в одиночному розряді.

## Фінальна частина

### Одиночний розряд
Мартіна Хінгіс —  Моніка Селеш 7–6, 6–4
- Для Хінгіс це був 9-й титул в одиночному розряді за сезон і 11-й — за кар'єру.

### Парний розряд
Мартіна Хінгіс /  Аранча Санчес Вікаріо —  Емі Фрейзер /  Кімберлі По 6–3, 7–5
- Для Хінгіс це був 14-й титул за сезон і 20-й — за кар'єру. Для Санчес Вікаріо це був 4-й титул за сезон і 77-й — за кар'єру.